# 장유진 (스키 선수)
장유진(2001년 5월 1일~)은 대한민국의 여자 프리스타일 스키 선수로 주 종목은 하프파이프이다. 2018년 동계 올림픽과 2022년 동계 올림픽에 참가했다.

## 경력
장유진은 2001년에 경기도 과천시에서 태어났다. 문원초등학교, 문원중학교, 수리고등학교를 졸업한 후 고려대학교 세종캠퍼스에서 국제스포츠학을 전공했다.
14세의 나이에 처음 프리스타일 스키를 접했으며 2016년에 대한민국 프리스타일 스키 국가대표로 발탁되었다. 같은 해 12월에는 미국 코퍼마운틴에서 열린 월드컵 1차 대회에 참가하여 FIS 프리스타일 스키 월드컵 데뷔전을 치렀고 하프파이프 19위를 기록했다.
장유진은 2017년 3월에는 스페인 시에라네바다에서 열린 2017년 세계 선수권 대회에 참가했으며 하프파이프 19위를 기록했다. 이 대회 직후 스위스 크랑몽타나에서 열린 2017년 세계 주니어 선수권 대회에 참가했고 에스토니아의 켈리 실다루, 미국의 스비아 어빙, 러시아의 발레리야 데미도바의 뒤를 이어 하프파이프 4위에 올랐다.
2018년 2월에는 대한민국 평창에서 열린 2018년 동계 올림픽에 참가했고 개막식 당시 '한국 동계스포츠를 이끌어갈 미래 4명' 중 한 명으로 선정되어 오륜기를 들고 입장했다. 장유진은 본 대회 여자 하프파이프 종목에 출전하여 예선에서 18위를 기록했다. 같은 해 8월에는 뉴질랜드 카드로나에서 열린 오스트레일리아-뉴질랜드컵 대회에서 영국의 조 앳킨의 뒤를 이어 하프파이프 은메달을 획득했다. 9월에는 카드로나에서 열린 2018년 세계 주니어 선수권 대회에서 18위에 올랐다.
장유진은 2018년 12월에 코퍼마운틴에서 열린 북아메리카컵에서 은메달 2개를 획득했고 중화인민공화국 베이징에서 열린 월드컵 2차 대회에서 대한민국 프리스타일 하프파이프 선수로는 처음으로 결승에 진출했다. 그녀는 결승에서 6위에 올랐고 모굴 스키 부문에서 6위에 올랐던 서정화와 함께 대한민국 여자 선수의 프리스타일 스키 월드컵 최고 순위 타이 기록을 세웠다.
2019년 2월 미국 파크시티에서 열린 2019년 세계 선수권 대회에 참가하여 하프파이프 11위에 올랐고 대회 직후 캐나다 캘거리에서 열린 2018–19 월드컵 3차 대회에서 8위를 기록했다. 3월에는 미국 매머드마운틴에서 열린 북아메리카컵에서 어빙의 뒤를 이어 2위에 올랐다. 그 해 12월에는 중화인민공화국 장자커우에서 열린 월드컵 3차 대회에서 5위에 오르며 대한민국 여자 선수의 프리스타일 스키 월드컵 최고 순위를 경신했다. 2020년 2월에는 캘거리에서 열린 월드컵에서 12위를 했고 마찬가지로 캘거리에서 열린 북아메리카컵 대회에서 동메달을 획득했다. 이 대회 이후 코로나19 범유행으로 인해 국제 대회가 중단되자 1년간 국제 대회에 출전하지 못했다.
2021년 3월에 다시 국가대표로 복귀한 장유진은 3월에 미국 애스펀에서 열린 2021년 세계 선수권 대회에 참가했고 하프파이프 12위를 기록했다. 이후 12월에 애스펀과 코퍼마운틴에서 열린 두 차례의 월드컵에 출전하여 각각 13위, 16위를 기록했다. 이듬해인 2022년 1월에는 캘거리에서 열린 월드컵 대회에서 10위에 올랐다. 2월에는 중국 베이징에서 열린 2022년 동계 올림픽에 참가했으며 무릎 부상으로 인해 예선 20위를 기록하고 대회를 마쳤다.
장유진은 2023년 1월에는 캘거리에서 열린 월드컵에서 11위, 2월에 코퍼마운틴에서 열린 월드컵에서는 13위를 기록했고 3월에 조지아 바쿠리아니에서 열린 2023년 세계 선수권 대회에서 하프파이프 12위를 기록했다. 12월에는 코퍼마운틴에서 열린 월드컵에서 하프파이프 10위를 기록했다. 2024년 3월에는 스위스 락스에서 열린 유러피언컵에서 독일의 자브리나 카크마클리의 뒤를 이어 2위에 올랐고 9월에 카드로나에서 열린 월드컵에서 14위에 올랐다.
2025년 2월 중화인민공화국 하얼빈에서 열린 2025년 동계 아시안 게임에 참가하여 하프파이프 경기에서 중국의 리팡후이와 장커신의 뒤를 이어 동메달을 획득했다.